# 托斯卡那山地獅
托斯卡那山地獅（Panthera toscana）是維拉弗朗階義大利的史前貓科動物。不過一般認為托斯卡那山地獅是歐美洲豹的早期形態或只是其異名而已。